# Cyrtanthus mackenii
Cyrtanthus mackenii là một loài thực vật có hoa trong họ Amaryllidaceae. Loài này được Hook.f. mô tả khoa học đầu tiên năm 1869.

## Hình ảnh

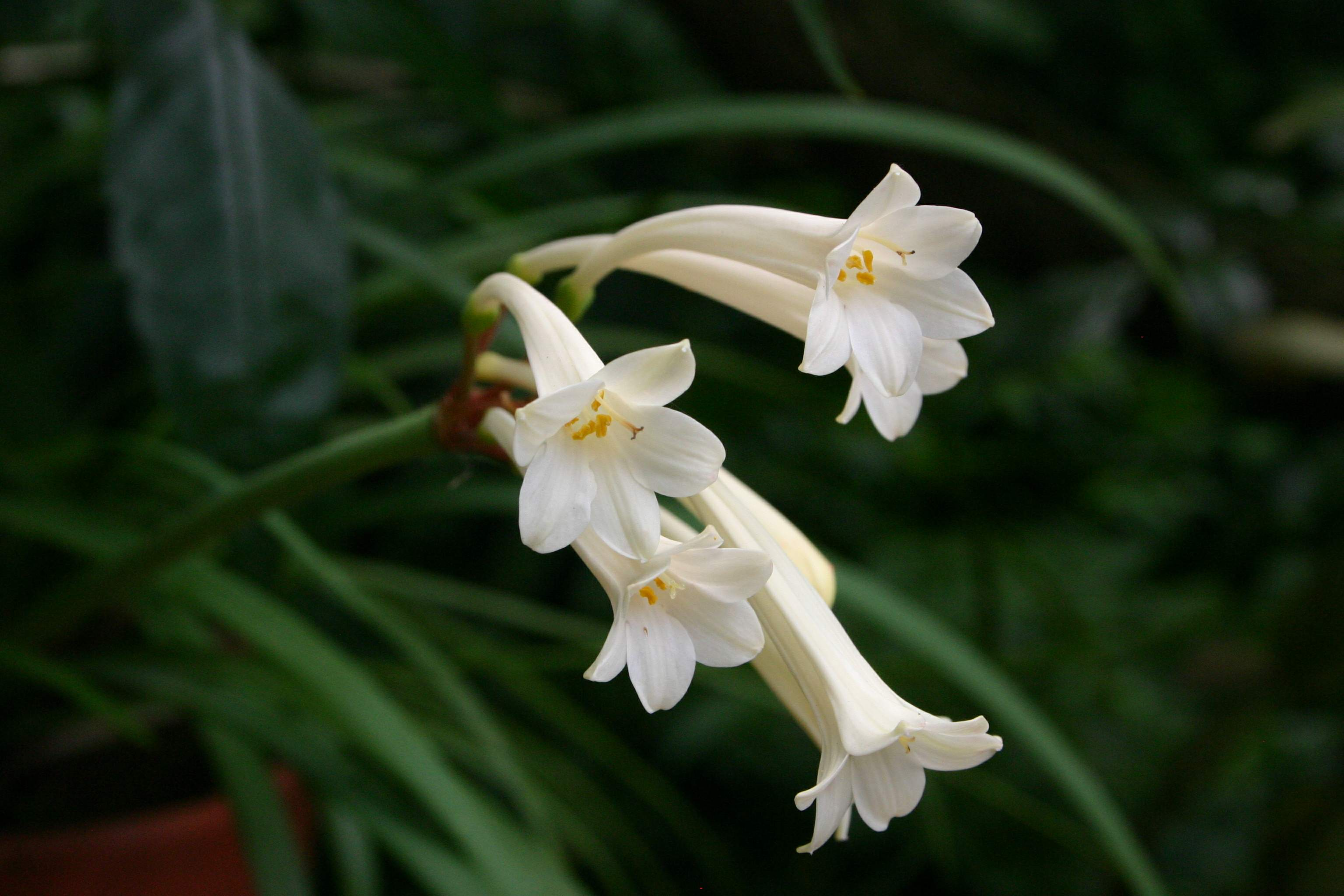
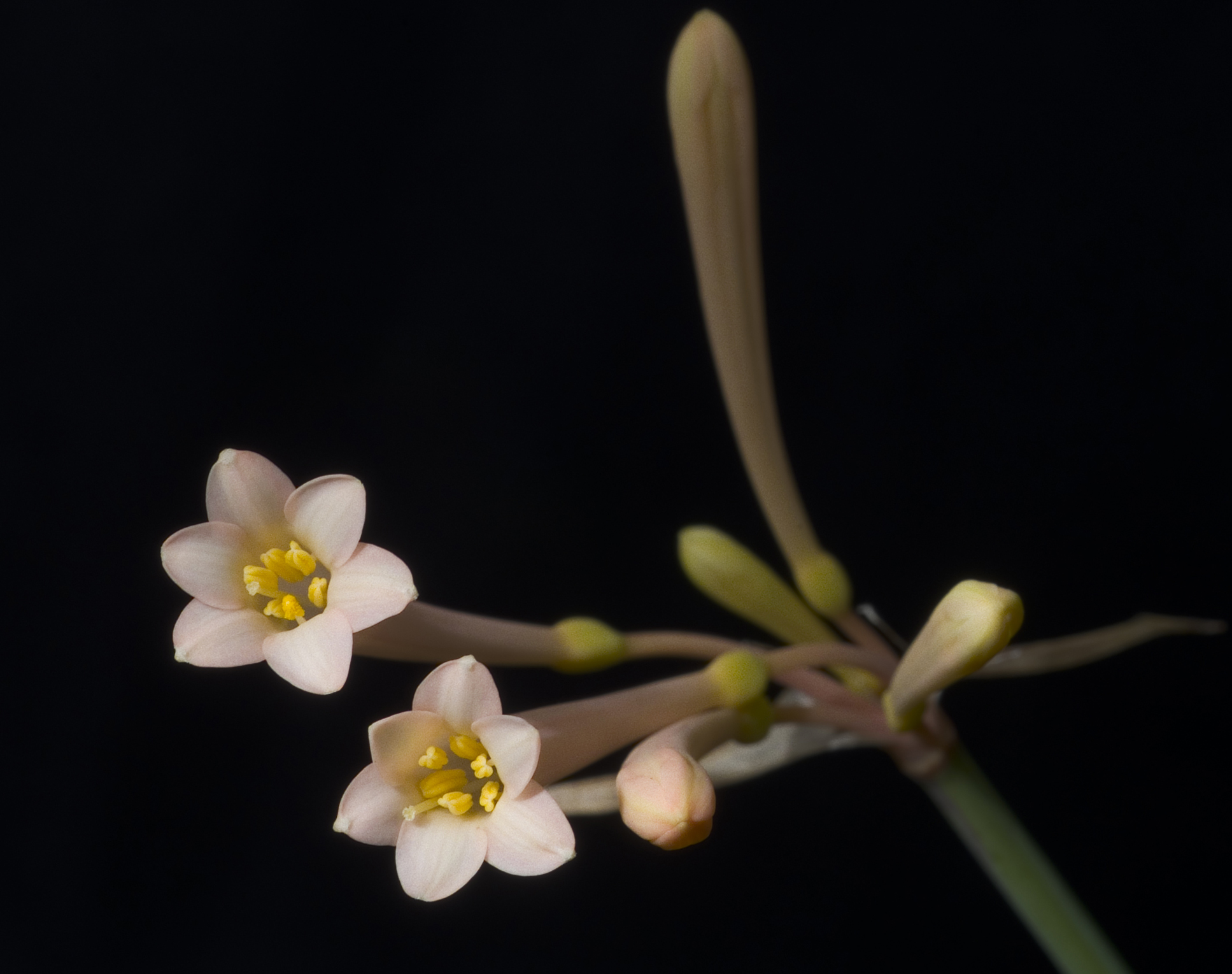
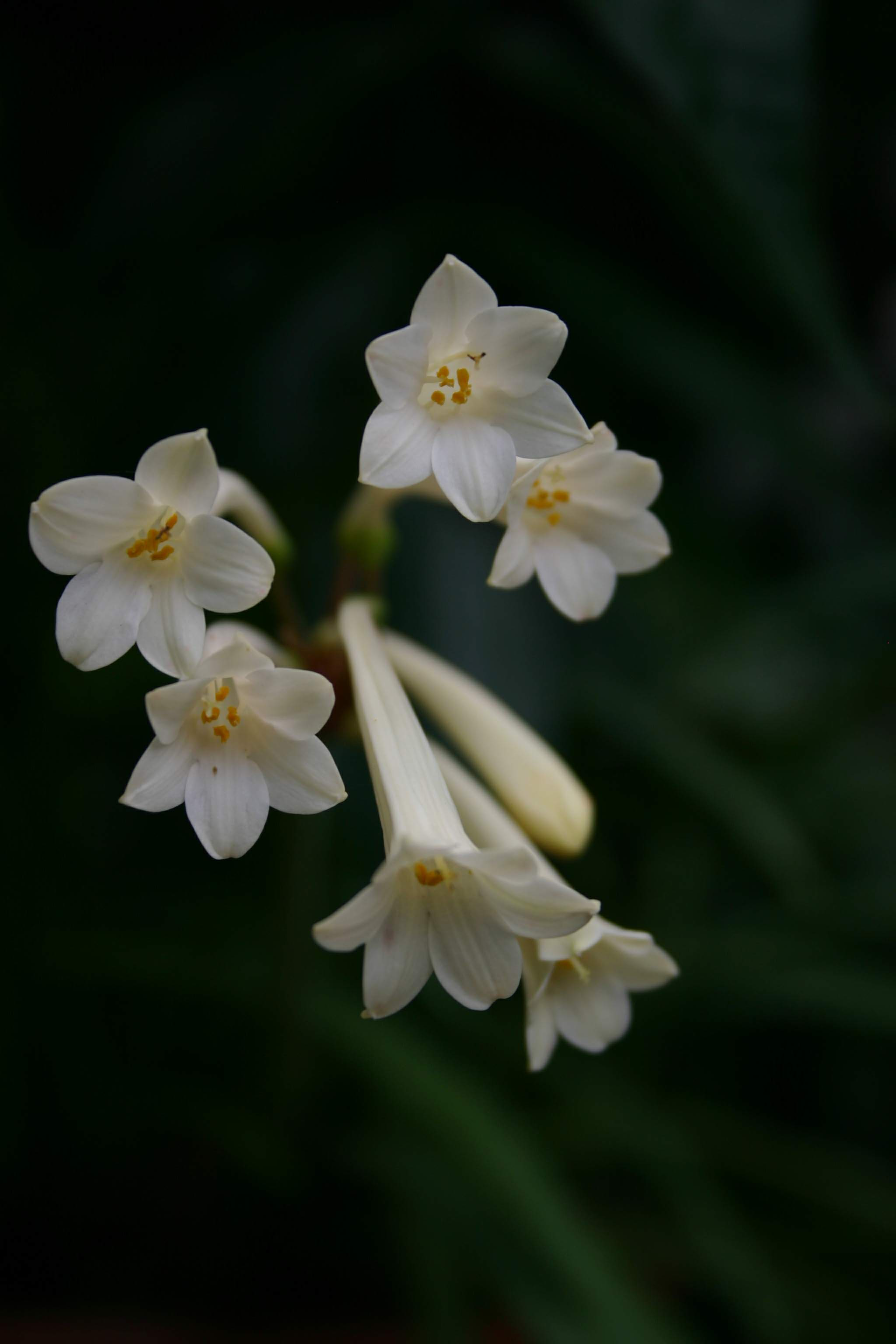
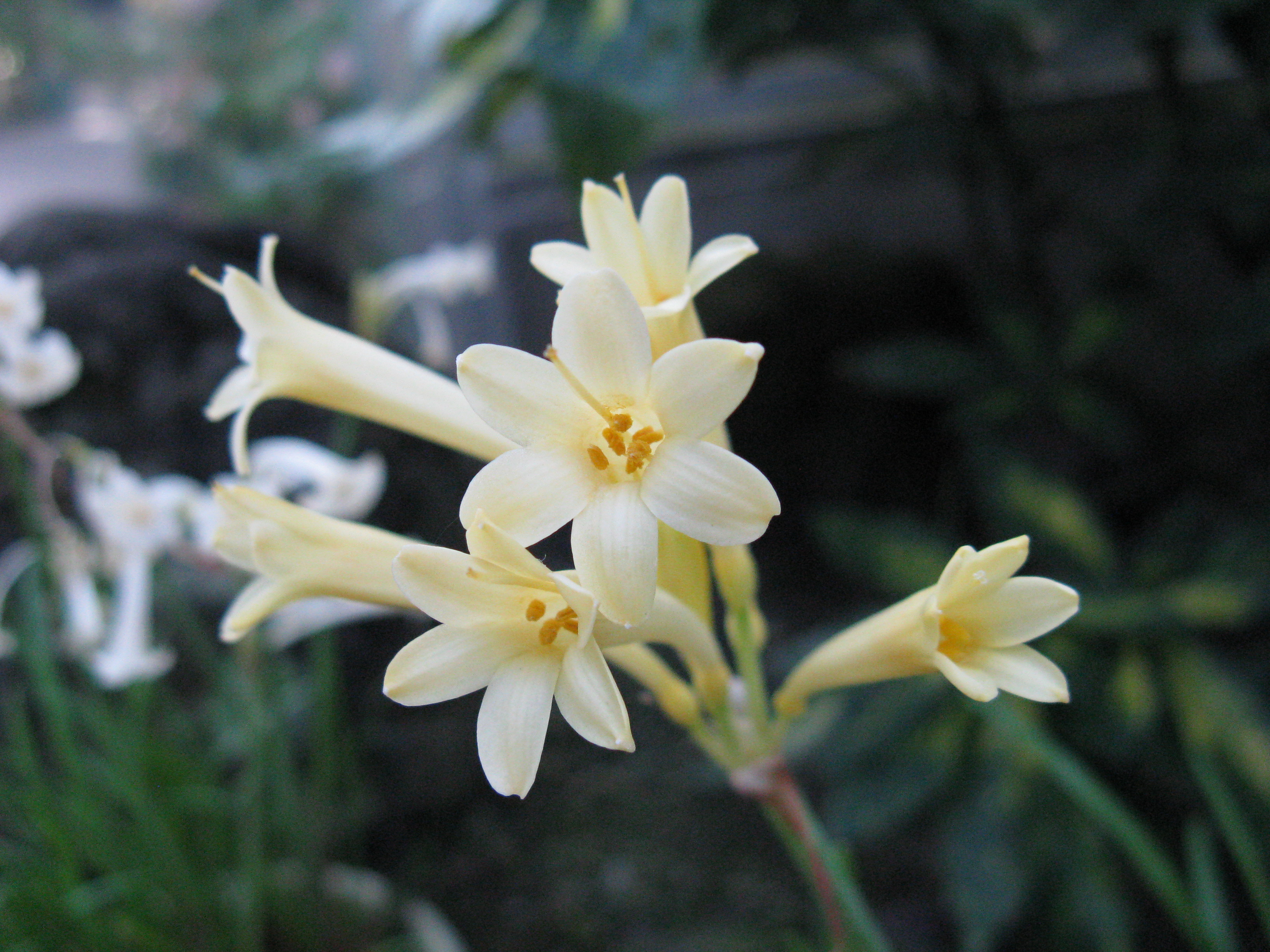